# Pyrrosia abbreviata
Pyrrosia abbreviata är en stensöteväxtart som först beskrevs av Heinrich Zollinger och Moritz, och fick sitt nu gällande namn av Tag. Pyrrosia abbreviata ingår i släktet Pyrrosia och familjen Polypodiaceae. Inga underarter finns listade.